# Apogon rubrifuscus
Apogon rubrifuscus is een straalvinnige vissensoort uit de familie van kardinaalbaarzen (Apogonidae). De wetenschappelijke naam van de soort is voor het eerst geldig gepubliceerd in 2004 door Greenfield & Randall.